# Tânără cu o panglică albastră
Tânără cu o panglică albastră este o pictură în ulei pe pânză realizată de Auguste Renoir în 1888, aflată acum la Muzeul de Arte Frumoase din Lyon. Numele modelului este necunoscut, dar ea poate fi văzută și în alte lucrări ale lui Renoir, precum tânăra care le stropește pe celelalte în Les Grandes Baigneuses (Renoir, 1887).
Pictura în sine a reprezentat o întoarcere a lui Renoir la un stil mai blând, mai delicat, după anii săi de experimentare cu impresionismul. După cum a spus el însuși la acea vreme într-o scrisoare către negustorul de artă Paul Durand-Ruel „Am reluat, pentru a nu-l mai abandona niciodată, vechiul meu stil, moale și ușor la atingere. Aceasta este pentru a vă oferi o idee despre noul meu stil și maniera finală de a picta”.